# Paradrina quadripunctata
Paradrina quadripunctata là một loài bướm đêm trong họ Noctuidae.